# Magie bizarre
 (mars 2012).
La magie bizarre est un des courants de l'illusionnisme, qui met l'accent sur la présentation et sur l'expérience émotionnelle que doit vivre le public.

## Terminologie
Magie bizarre est une traduction littérale de Bizarre Magick. Le K final du Magick anglais permet de l'inscrire dans une tradition occulte liée à Aleister Crowley.
Certains bizarristes lui préfèreraient le terme de magie contée (storytelling magic).

## Histoire

### Fondation
Le mouvement "magie bizarre" commença à la fin des années 1960 avec les travaux de Tony Shiels et Charles Cameron. Il fut essentiellement développé en réaction contre l’illusionnisme classique, et fut une tentative de "retour aux sources" de l'art magique qui cherchait à mettre l'accent sur l'expérience émotionnelle des participants.

### Évolution
La magie bizarre se développa ensuite, mais resta globalement limitée à des publications et spectacles confidentiels.

## Une autre approche de l'illusionnisme

Tony Andruzzi - Masklyn ye Mage

La bizarre magie est avant tout une manière de présenter : elle met l'accent non plus sur le truc mais sur la présentation du truc. C'est une approche théâtrale (au sens général du terme) qui a pour but de provoquer une émotion chez le spectateur. Par cet aspect, elle échappe à la catégorisation déterminée de "mouvement" et se raccorde à toute une tradition magique, indépendante des époques et des civilisations.

### Sujets
Se voulant avant tout un retour aux sources de la magie, les illusionnistes ré-endossent leur rôle de magicien, sorcier, chaman, savant fou, etc. et incarnent des êtres aux pouvoirs surnaturels ou, tout du moins, présentant des choses surnaturelles.
Les sujets traités par la magie bizarre peuvent être extrêmement variés, même s'ils sont encore généralement lié à l’occulte, au légendaire ou au bizarre, ainsi qu'à tout ce qui s’y rapporte.

### Expérience émotionnelle
Dans un premier temps, l'attrait du grand public pour les films et livres liés au fantastique ou à l'horreur amena les bizarristes à travailler sur ces thèmes. Tony Shiels, Charles Cameron et Tony Andruzzi mirent en avant le fait que la magie bizarre devait effrayer les spectateurs, les mettre mal à l'aise et jouer avec leurs peurs conscientes et inconscientes,. Cette approche ayant avant tout comme but de divertir les spectateurs, le bizarriste doit choisir avec soin les différentes "peurs" utilisées et ne jouer que sur des "peurs" excitantes (comme dans un bon thriller ou film d'horreur).
Depuis, cette conception a évolué et dérivé sur d’autres concepts : une expérience émotionnelle profonde (et magique), quelle qu'elle soit, est maintenant le but recherché par la magie bizarre.
Les tours étant présentés en tant que phénomènes réels, la magie bizarre conduit en général à une remise en question du réel (en utilisant la "suspension d'incrédulité"). Le bizarriste ne doit pas apparaitre comme un acteur jouant le rôle d'un magicien mais être réellement un magicien.

### Atmosphère, contes et histoires

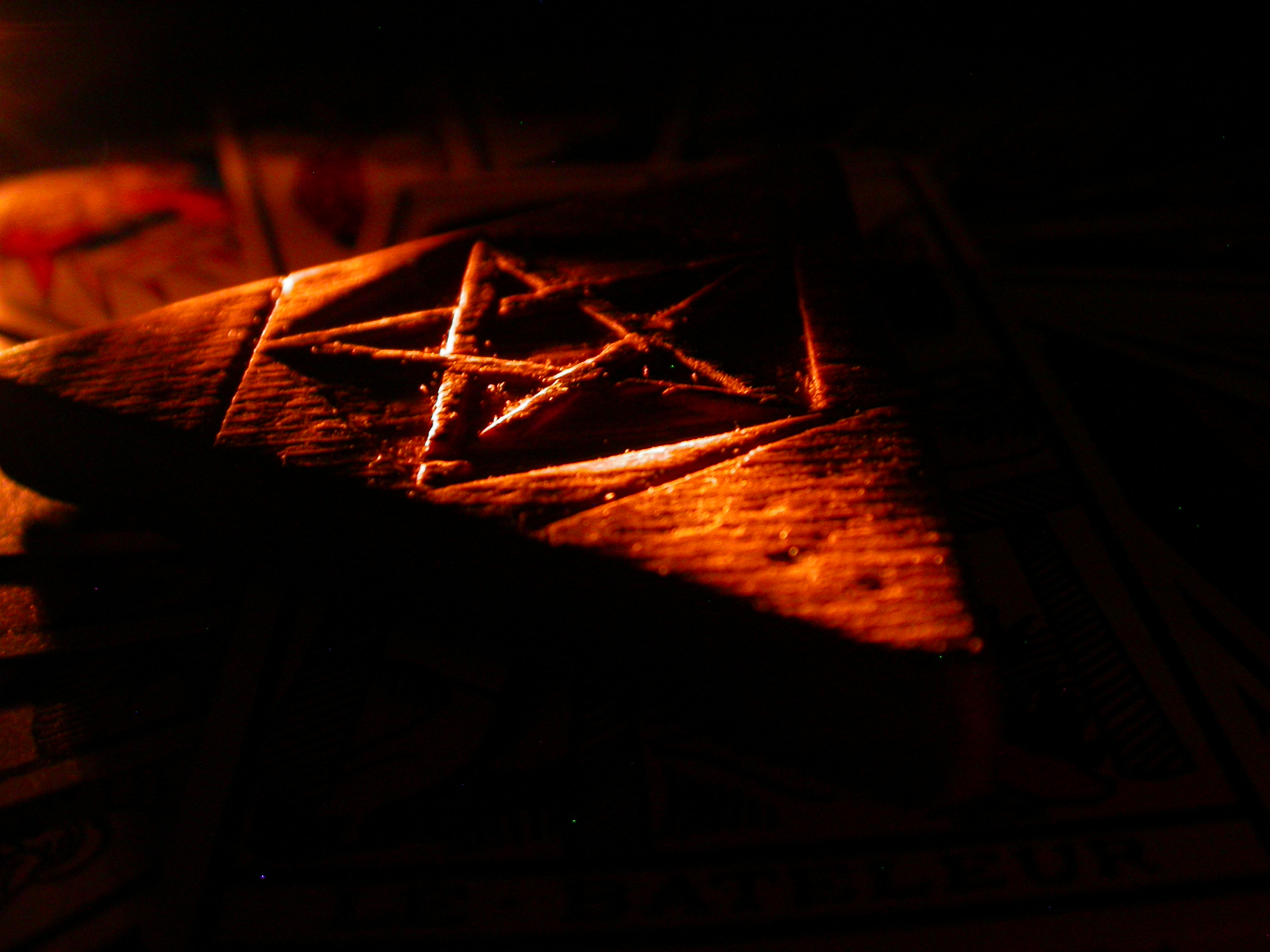
Triangle magique - Exemple d'objet pouvant être utilisé en magie bizarre

En mettant l'accent sur la théâtralité, la magie bizarre se rapproche d'une magie contée (storytelling magic), qui accorde une place plus importante à l'histoire (boniment) racontée qu'en prestidigitation traditionnelle où l'effet prime. Il y a renversement de la vision classique : en magie bizarre, l'effet illustre l'histoire, tandis qu'en illusionnisme traditionnel c'est l'histoire qui illustre l'effet.
La magie ne réside plus dans le truc mais dans une atmosphère, dans la possibilité d'une rencontre avec le sacré, et le magicien est un guide capable d'emmener le spectateur dans ses univers fantastiques.
L'illusionnisme n'est plus alors l'objet unique du tour, mais, devenu outil, il s'insère dans un ensemble plus complexe.

## Mouvement «Magie bizarre»

### Bizarristes
Fondateurs :
- Tony Shiels[1]
- Charles Cameron
- Tony Raven

Acteurs influents du mouvement ou indirectement liés :
Tony Andruzzi, Roy Fromer, Eugene Burger, Christian Chelman (illusionnisme fantastique), Antoine Leduc (illusionnisme fantastique), Brother Shadow, Jeff McBride, Punx, Gede Nibo, Ulf Borodi, Simon Drake, Rick Maue, Klek Entòs...

Tony Andruzzi
Eugene Burger
Tony Shiels
Christian Chelman

### Revues
- Invocation
- The New Invocation
- The Altar Flame
- The Cauldron
- Magick

### Livres / Vidéos
Cf publications de chaque bizarriste précité.

### Événements
- 1984-1990 : "The Invocational" (Tony Andruzzi)
- 1991- ... : Inner Circle of Bizarre Magick (ICBM)
- Bizarre Magick UK Annual UK Gathering
- PSYCRETS : British Society of Mystery Entertainers 'Tabula Mentis'
- "Annual Charles Cameron Gathering" (Édimbourg)
- "Magic and Meaning Conference" (Las Vegas)

## Sources
- (en) Qu’est-ce que la bizarre magie ? Réponses de plusieurs bizarristes. (Dragonskull.com)